# Goldenes Mainz (Rose)

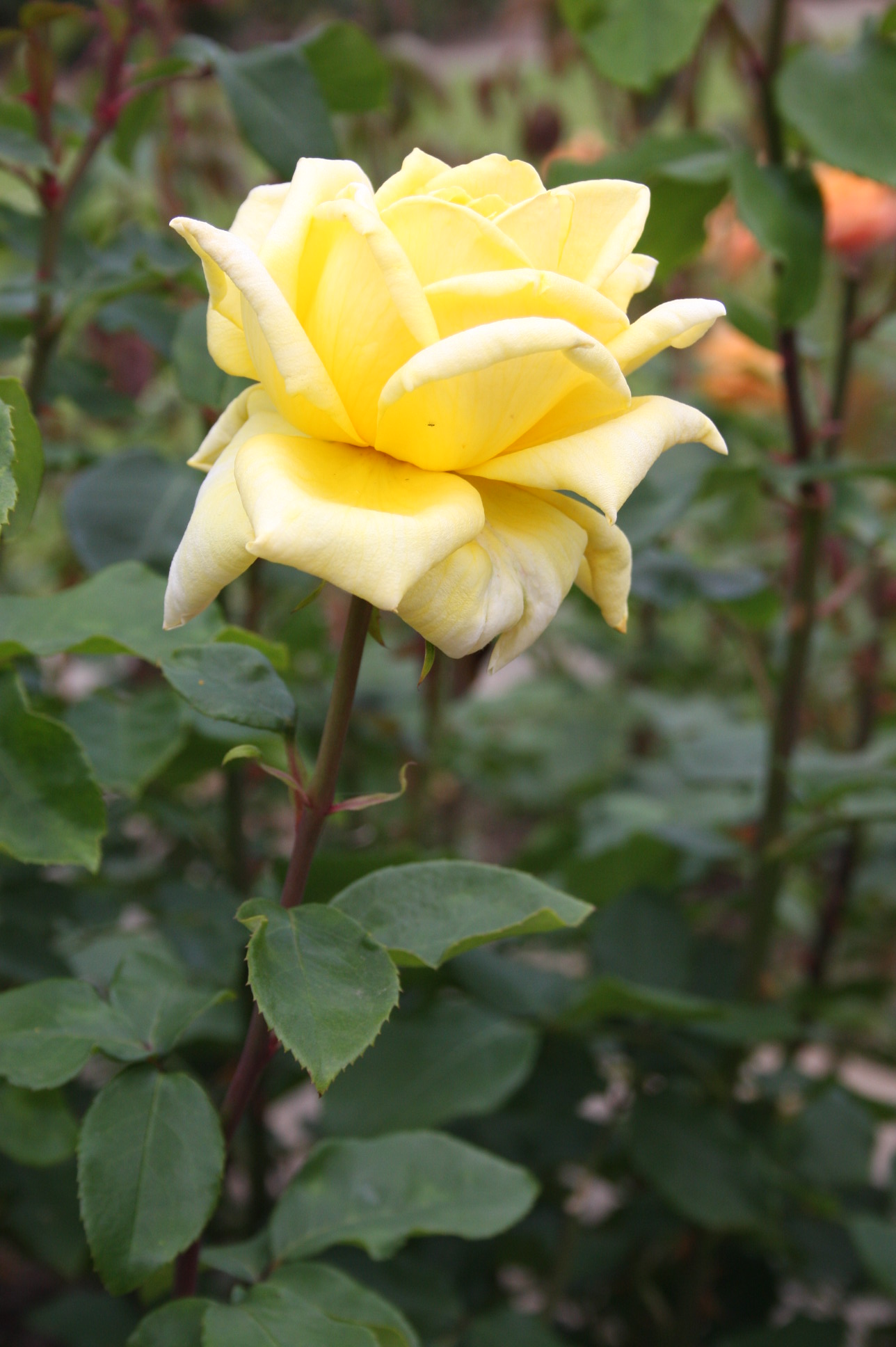
Die Teerosenhybride 'Goldenes Mainz' im Mainzer Rosengarten

Die Teehybrid-Sorte 'Goldenes Mainz' ist eine 1933 von Wilhelm J. H. Kordes (W. Kordes’ Söhne) als 'Goldenes Mainz II' gezüchtete Rosensorte. Sie war eine der ersten, intensiv gelbblühenden Teehybrid-Sorten. Synonyme zu der in Deutschland verbreiteten Sortenbezeichnung sind 'Golden Main' (USA), 'Golmain' oder 'Golden Romance'.

## Sortenname
Unter dem Sortennamen 'Goldenes Mainz' gab es mehrere, teils parallel verlaufende, Züchtungen. 1925 kreuzte Robert Türke in Meißen die Sorten 'Constance' und 'Golden Emblem' und nannte die daraus entstehende Rose 'Goldenes Mainz'. In Holland kreuzten die Gebrüder Leenders 1927 die Teehybridsorten 'Aspirant M. Rogers' und 'Lady Hillingdon' und benannten die daraus entstandene Rosensorte ebenfalls 'Goldenes Mainz'. 1927 folgte eine Lutea-Hybride mit gleichen Namen von Hermann Kröger aus Elmshorn, die ein Abkömmling der Daily Mail-Rose 'Mme Edouard Herriot' war. Keine dieser Sorten konnte sich allerdings längerfristig im Verkaufssortiment der Gärtner behaupten. Die ursprünglich als 'Goldenes Mainz II' von Kordes 1933 angemeldete Sorte war jedoch sehr erfolgreich und wurde über 25 Jahre im Verkaufskatalog der Firma Kordes angeboten. Im Lauf der Zeit übernahm man den vereinfachten Sortennamen.

## Beschreibung
Die Wuchshöhe der Sorte beträgt maximal bis zu 150 cm, liegt aber oft darunter. Im Wuchsverhalten ist die 'Goldenes Mainz' eher buschig wachsend und sich horizontal verbreiternd. Stiele sind wenig bis gar nicht bedornt. Das Laub ist dunkelgrün gefärbt und weist eine matt glänzende Blattoberfläche auf.
'Goldenes Mainz' ist eine öfterblühende Rosensorte. Die Blütezeit beginnt im Juni und endet im September. Die Blütenfarbe ist ein kräftiges Goldgelb. Geöffnete Blüten haben einen Blütendurchmesser bis 10 cm und sind mit bis zu 75 Blütenblätter gefüllt. Die Blüten sind stark duftend und bilden dekorative Hagebutten aus.

## Vorgeschichte
Der Verein der Rosenfreunde tagte erstmals 1889 und danach wiederholte Male in Mainz. 1925 wurde von der Stadt anlässlich einer Großen Rosenschau des Vereins im Stadtpark Mainz ein Rosengarten mit circa 6500 Rosenstöcken verschiedener Sorten angelegt. Durch diese enge Verbindung der Stadt Mainz sowohl zu den deutschen wie auch den im benachbarten Ausland tätigen Züchterkreisen kam es zu einigen Sortennamensgebungen zu Ehren der Stadt. Noch 1925 entstand die gelbblühende Lutea-Hybride 'Das Goldene Mainz', der 1933 die ebenfalls gelbblühende und heute noch als Liebhabersorte erhältliche Sorte 'Das Goldene Mainz II' von Wilhelm Kordes von W. Kordes’ Söhne folgte.